# San Matías Grande
San Matías Grande es una localidad del estado mexicano de Michoacán. Es parte del municipio de Hidalgo.

## Toponimia
El nombre «San Matías» hace referencia al santo patrono de la localidad: Matías el Apóstol.

## Demografía
| Gráfica de evolución demográfica |
|                                  |

| Censo | Población |
| ----- | --------- |
| 1900  | 772       |
| 1910  | 605       |
| 1921  | 508       |
| 1930  | 518       |
| 1940  | 593       |
| 1950  | 823       |
| 1960  | 1098      |
| 1970  | 1369      |
| 1980  | 1382      |
| 1990  | 3088      |
| 2000  | 3928      |
| 2010  | 4299      |
| 2020  | 5164      |